# The King Is Dead (album)
The King Is Dead è il sesto album discografico del gruppo musicale folk rock statunitense The Decemberists, pubblicato nel gennaio 2011 dalla Capitol Records.

## Il disco
Il disco è stato registrato nella primavera del 2010 a Portland (Oregon). Il titolo è un omaggio all'album dei The Smiths The Queen Is Dead del 1986. Il disco, coprodotto da Tucker Martine, vede la partecipazione in tre tracce del chitarrista dei R.E.M. Peter Buck.
Il 26 gennaio 2011 ha raggiunto la posizione #1 della Billboard 200, classifica di vendita negli Stati Uniti. Il 1º novembre 2011 è stato pubblicato l'EP di outtakes Long Live the King, contenente sei tracce registrate durante le sessioni del disco.
Il primo singolo estratto è stato Down with the Water, a cui partecipa Gillian Welch, pubblicato in download il 2 novembre 2010.
Per quanto riguarda la critica, la rivista Rolling Stone ha inserito l'album al settimo posto tra i "migliori del 2011".
Il brano Down by the Water è stato inserito nella lista delle nomination dei 54i Grammy Awards nella categoria "Best Rock Song".

## Tracce
Tutte le tracce sono state scritte da Colin Meloy.
1. Don't Carry It All – 4:17
2. Calamity Song – 3:50
3. Rise to Me – 4:59
4. Rox in the Box – 3:10
5. January Hymn – 3:14
6. Down By the Water – 3:42
7. All Arise! – 3:10
8. June Hymn – 3:58
9. This Is Why We Fight – 5:30
10. Dear Avery – 4:52

## Formazione
Gruppo
- Jenny Conlee - piano, organo
- Chris Funk - chitarra elettrica, pedal steel guitar, banjo, bouzuki
- Colin Meloy - voce, chitarra acustica, chitarra a 12 corde, altri strumenti
- John Moen - batteria, percussioni
- Nate Query - basso, violoncello

Altri musicisti
- Peter Buck - mandolino, chitarra a 12 corde, chitarra elettrica
- Tucker Martine - tamburello
- David Rawlings, Laura Veirs, Gillian Welch - cori
- Annalisa Tornfelt - violino